# Paul Szczechura
Paul Szczechura (* 30. listopad 1985, Brantford) je kanadský profesionální hokejista. V současnosti hraje za HK Dynamo Minsk.

## Kluby podle sezón
- 1999/2000 Brantford Golden Eagles
- 2000/2001 Brantford Golden Eagles
- 2001/2002 Brantford Golden Eagles
- 2002/2003 Brantford Golden Eagles
- 2003/2004 Western Michigan University
- 2004/2005 Western Michigan University
- 2005/2006 Western Michigan University
- 2006/2007 Western Michigan University, Iowa Stars
- 2007/2008 Iowa Stars, Norfolk Admirals
- 2008/2009 Norfolk Admirals, Tampa Bay Lightning
- 2009/2010 Norfolk Admirals, Tampa Bay Lightning
- 2010/2011 Norfolk Admirals
- 2011/2012 Rochester Americans, Buffalo Sabres
- 2012/2013 HC Lev Praha, Dinamo Riga
- 2013/2014 Dinamo Riga
- 2014/2015 HK Dinamo Minsk
- 2015/2016 HK Dinamo Minsk
- 2016/2017 Traktor Čeljabinsk
- 2017/2018 Traktor Čeljabinsk
- 2018/2019 Traktor Čeljabinsk